# Home de vímet
Un home de vímet era una estàtua de vímet d'un ésser humà utilitzat pels antics druides (sacerdots del paganisme celta) per al sacrifici humà per a la crema en efígie, d'acord amb Juli Cèsar en el seu De bello gallico. En temps moderns s'ha adoptat per a festivals com a part d'algunes cerimònies neopaganes temàtiques, en particular, sense l'element de sacrifici humà.

## Història
Es descriuen sacrificis humans entre els celtes en escrits grecs i llatins contemporanis, i Juli Cèsar esmenta l'home de vímet com una de les maneres en què els druides de la Gàl·lia realitzaven sacrificis. El fet de no haver estat testimoni del ritual mateix fa que Juli Cèsar informés que alguns dels gals havien construït efígies de pals; posaven persones vives a l'interior i després els calaven foc per retre homenatge als déus. Cèsar escriu que tot i que els druides utilitzaven generalment lladres i criminals, com volien els déus, de vegades feien servir persones innocents quan no trobaven delinqüents.

## Ús modern
En l'època moderna, l'home de vímet s'utilitza per a diversos esdeveniments. El més notable n'és l'ús en cerimònies neopaganes celtes, encara que també s'ha utilitzat com a tema per a festivals de música, art, cançons i pel·lícules.
Els homes de vímet són incendiats durant algunes festes neopaganes. Normalment, els neopagans celtes, neodruides o wiccans són els que l'utilitzen com un motiu de les seves festes, ja que, a diferència d'altres grups neopagans, s'hi han inspirat per seguir una forma de reconstruir el paganisme celta. En altres ocasions, els neopagans no cremaven els homes de vímet, però els tenien com a ídols per a la protecció, sovint en fusió amb l'Home Verd. Estaven construïts amb una armadura de fusta que es teixia amb pals flexibles com el salze, d'ús freqüent en mobles de vímet i en l'esgrima. Alguns homes de vímet són molt complexos i requereixen dies de construcció.
El Festival de l'Home de Vímet és un esdeveniment anual de música de ball que té lloc a Kirkcudbrightshire, Escòcia, i la seva característica principal és la crema d'una efígie de fusta gran en l'última nit. També es cala l'Home de Vímet al museu a l'aire lliure Archaeolink, a Aberdeenshire, Escòcia.
El 1973, es va produir un film de terror britànic titulat The Wicker Man, dirigit per Robin Hardy. La pel·lícula explica la història d'un policia cristià devot interpretat per Edward Woodward, que descobreix els secrets malèvols d'un culte pagà sinistre en una illa remota d'Escòcia. El desenllaç de la pel·lícula consisteix en una efígie d'home de vímet. Un remake americà de la pel·lícula produïda per Boaz Davidson, protagonitzada per Nicolas Cage, va estrenar-se el 2006 ambientada en una illa privada a Puget Sound, Washington.
L'any 2000, Iron Maiden, en la gira d'«Un món feliç», apareix als concerts amb un home gran de vímet mecànic com a part dels efectes especials i com a referència a la seva cançó "The Wicker Man", basada en la pel·lícula de 1973.
Des de 1986, hi ha una efígie d'un home que es crema al final del festival Burning Man.